# Publi Vitel·li
Publi Vitel·li (en llatí Publius Vitellius) va ser un militar romà del segle i. Formava part de la gens Vitèl·lia.
Va servir a les ordes de Germànic Cèsar a Germània i va conduir les legions II i XIV a la tornada de l'expedició contra els cats i altres grups l'any 15. Més tard va ser enviat amb Gai Anti a fer els cens dels gals.
Va ser un dels acusadors de Gneu Calpurni Pisó acusat d'enverinar a Germànic Cèsar l'any 20. Després va ser pretor. A la mort de Sejà, del que era amic, va ser acusat vagament i posat sota custòdia. Empresonat, va demanar un ganivet amb el que es va fer una ferida que no era mortal, però va morir al cap de poc probablement de la infecció. La seva dona Acúcia va ser jutjada pel càrrec de majestas i condemnada.